# في إس راماشاندران
فيلايانور سوبرامانيان راماشاندران (المولود في 10 أغسطس 1951) هو عالم أعصاب هندي أمريكي. اشتُهر بتجاربه ونظرياته واسعة النطاق في مجال علم الأعصاب السلوكي، ومن أبرز الأمثلة على ذلك اختراعه صندوق المرآة. يُعتبر راماشاندران أحد الأساتذة المميزين في قسم علم النفس التابع لجامعة كاليفورنيا في سان دييغو، حيث يشغل منصب مدير مركز الدماغ والمعرفة.
بعد حصوله على شهادة في الطب من الهند، درس راماشاندران علم الأعصاب التجريبي في كامبريدج حيث حصل على درجة الدكتوراه في وقت لاحق في عام 1978. انحصرت غالبية أبحاثه في مجالي علم الأعصاب السلوكي وعلم الطبيعة النفسية البصرية. بعد أعماله الأولية على الرؤية البشرية، اتجه راماشاندران نحو العمل على الجوانب الأوسع من العلوم العصبية بما في ذلك وهم الأطراف والألم الوهمي. اخترع راماشاندران تقنية العلاج بالمرآة التي تُستخدم اليوم في علاج الأفراد مبتوري الأطراف ممن يعانون من آلام الأطراف الوهمية بالإضافة إلى المساعدة في استعادة التحكم الحركي لدى المرضى المصابين بالسكتة الدماغية ممن يعانون من ضعف في الأطراف.
تصف أعمال راماشاندران الشهيرة التي تضم كتاب أوهام في الدماغ (1998)، وكتاب الدماغ الراوي (2010) وغيرهما الدراسات السريرية والعصبية على الأفراد المصابين بالحس المرافق، ومتلازمة وهم كابجراس بالإضافة إلى نطاق واسع من الحالات غير الاعتيادية الأخرى. وصف راماشاندران أيضًا عمله في العديد من المحاضرات العامة، بما في ذلك المحاضرات التي ألقاها في «بي بي سي» بالإضافة إلى محاضرتين رسميتين في تيد توكس. حظي راماشاندران بالعديد من الجوائز لبحثه العلمي وأعماله المنشورة في العلوم على حد سواء.

## الأبحاث والنظريات

### وهم الأطراف
عند بتر الذراع أو القدم، غالبًا ما يستمر المرضى في الشعور بشكل واضح بوجود هذا الطرف المفقود وكأنه «طرف وهمي» (بمتوسط 80% من الحالات). بناءً على الأعمال السابقة لرونالد ميلزاك (جامعة ماكغيل) وتيموثي بونس (المعهد الوطني للصحة العقلية)، وضع راماشاندران نظرية مفادها أنه هناك رابط بين ظاهرة وهم الأطراف واللدونة العصبية في دماغ الإنسان البالغ. لاختبار هذه النظرية، أجرى راماشاندران دراسة بمشاركة عدد من الأفراد مبتوري الأطراف، بهدف إيجاد معرفة أفضل حول إمكانية «شعور» الأطراف الوهمية بتنبيه أجزاء أخرى من الجسم.
في عام 1992، بدء راماشاندران بالتعاون مع ت. ت. يانغ، وإس غالين وغيرهما من الباحثين في معهد سكريبس البحثي، الذين عملوا في أبحاث تخطيط مغناطيسية الدماغ، بهدف إنشاء مشروع هادف إلى إثبات وجود تغيرات قابلة للقياس في القشرة الحسية الجسمية لدى مريض خاضع لبتر الذراع.
وضع راماشاندران نظرية مفادها أنه هناك علاقة بين إعادة التنظيم القشري الواضحة في دلائل تخطيط مغناطيسية الدماغ والأحاسيس المرجعية غير الألمية الملحوظة لدى الأفراد الآخرين المشاركين في الدراسة.
وجد الباحثون اللاحقون أن الأطراف الوهمية غير الألمية على درجة أقل من الارتباط باللدونة الحركية أو الحسية الجسمية مقارنة بالأطراف الوهمية الألمية. أظهرت الأبحاث الأخيرة أيضًا مشاركة الجهاز العصبي المحيطي في ظاهرة الأطراف الوهمية الألمية.
ما تزال الأبحاث حول هذه الظاهرة مستمرة لإيجاد آليات وتفسيرات أكثر دقة.

### الارتجاع البصري بالمرآة / العلاج بالمرآة
كتب جون كولابينتو (مؤلف الملف التعريفي براماشاندران في صحيفة النيويوركر) في عام 2009 أن علاج الأفراد مبتوري الأطراف باستخدام علاج صندوق المرآة من أهم إنجازات راماشاندران وأبرزها على الإطلاق.

اعتقد راماشاندران أن الألم الوهمي ناجم عن خلل في التطابق بين الأجزاء المختلفة من الأجهزة العصبية لدى مبتوري الأطراف: يقول جهاز الرؤية إن الطرف مفقود، بينما يستمر الجهاز الحسي الجسدي (المسؤول عن مجموعة من الأحاسيس مثل اللمس وموضع الطرف) في الاعتقاد بأن الطرف موجود. يمثل ما يُدعى بصندوق المرآة جهازًا بسيطًا منطويًا على عكس الذراع الجيدة على المرآة ما يعطي انطباعًا بأنها امتداد للذراع المفقودة:
يضعون ذراعهم الناجية في فتحة من جانب الصندوق مع وجود مرآة في الداخل، إذ يمكنهم من رؤية ذراعهم مع صورة المرآة المنعكسة عند النظر من القمة المفتوحة للصندوق، ما يعطي انطباعًا بامتلاكهم ذراعين اثنتين. طلب راماشاندران منهم بعد ذلك تحريك كلا الذراعين السليمتين، بالإضافة إلى الذراع الوهمية في عقلهم – لنقل من أجل التظاهر بأداء الأوركسترا. امتلك المرضى شعورًا بامتلاكهم ذراعين مرة أخرى.
وجد راماشاندران في بعض الحالات أن استعادة بعض الحركة للطرف الوهمي المشلول من شأنه التخفيف من شدة الألم التي يختبرها الفرد مبتور الطرف. في عام 1999، عمل راماشاندران مع إيريك ألتشولر على توسيع تقنية المرآة التي كانت مقتصرة على الأفراد مبتوري الأطراف لتضم أولئك المصابين بسكتة دماغية سابقة ممن يعانون من ضعف الأطراف. يشير ديكونيك وآخرون في مراجعة لعام 2014 إلى إمكانية اختلاف آلية التحكم الحركي المحسنة عن آلية تخفيف الألم.
على الرغم من إدخال العلاج بالمرآة في أواخر تسعينيات القرن العشرين، لم تُنشر أي أبحاث معتبرة حوله قبل عام 2009، بالإضافة إلى أن جودة الكثير من الأبحاث المنشورة منذ ذلك الحين غير متفق عليها. من أصل 115 منشور بحثي حول استخدام علاج المرآة في علاج ألم الأطراف الوهمية بين عامي 2012 و2017، أظهرت مراجعة لعام 2018 إمكانية النظر في النتائج العلمية في 15 دراسة منها فقط. من بين هذه الدراسات البالغ عددها 15 دراسة، خلص المراجعون إلى أن «العلاج بالمرآة قادر على تخفيف آلام الأطراف الوهمية على ما يبدو، إذ يساهم في تقليل شدة النوبات اليومية ومدتها. يمكن اعتباره علاجًا صالحًا، وبسيطًا وغير مكلف لآلام الأطراف الوهمية». بشكل مشابه، خلصت مراجعة لعام 2018، بعد دراستها لنطاق واسع من استخدامات صندوق المرآة، إلى أن «العلاج بالمرآة قد استُخدم في علاج آلام الأطراف الوهمية، ومتلازمة الألم الإقليمي المركب، والاعتلال العصبي وآلام أسفل الظهر. تبقى آلية عمل العلاج بالمرآة غير واضحة، ويمكن اعتبار الفعالية السريرية لهذا العلاج مشجعة، لكنها ليست مؤكدة بعد».

### العصبونات المرآتية
ورد مصطلح العصبونات المرآتية للمرة الأولى في ورقة بحثية منشورة من قبل فريق من الباحثين بقيادة جياكومو ريزولاتي من جامعة بارما في عام 1992. وفقًا لريزولاتي، «العصبونات المرآتية هي نوع محدد من العصبونات الحركية البصرية التي يتزامن إطلاقها مع تنفيذ القرد لسلوك حركي ومع مشاهدته سلوكًا حركيًا مشابهًا يؤديه فرد آخر».
في عام 2000، قدّم راماشاندران ما أطلق عليه اسم بعض «التخمينات النظرية البحتة» إذ أفاد بأن «العصبونات المرآتية [لدى البشر] من ِشأنها تقديم الكثير لعلم النفس بما يكافئ ما قدمه الحمض النووي (الدنا) لعلم الأحياء: ستوفر إطار عمل موحد وستساعد في تفسير كثير من القدرات العقلية التي بقيت حتى اليوم غامضة وغير قابلة للوصول من خلال التجارب».

اقترح راماشاندران أن البحث في دور العصبونات المرآتية من شأنه المساهمة في تفسير مجموعة متنوعة من القدرات العقلية البشرية مثل التعاطف، وتعلم المحاكاة وتطور اللغة. أفاد راماشاندران في مقالة في إيدج لعام 2001:
لقد اقترحتُ أنه بالإضافة إلى تمثيلها الركيزة العصبية للتعرف على نوايا الأفراد الآخرين... لعبنت نشأة العصبونات المرآتية وتطوراتها اللاحقة لدى البشرانيات دورًا حاسمًا في العديد من القدرات البشرية المثالية مثل التعاطف، والتعلم من خلال المحاكاة (عوضًا عن التجربة والخطأ) والانتقال السريع لما نسميه «الثقافة». (بالإضافة إلى «القفزة العظيمة نحو الأمام» – الانتقال اللاماركي السريع لما هو «عرضي») واحدة من الاختراعات الفريدة من نوعها.
واجهت تخمينات راماشاندران حول ارتباط العصبونات المرآتية بالتعاطف معارضة من قبل بعض الباحثين على الرغم من دعم العديد من الباحثين الآخرين لها.